# Taxis en la Ciudad de México

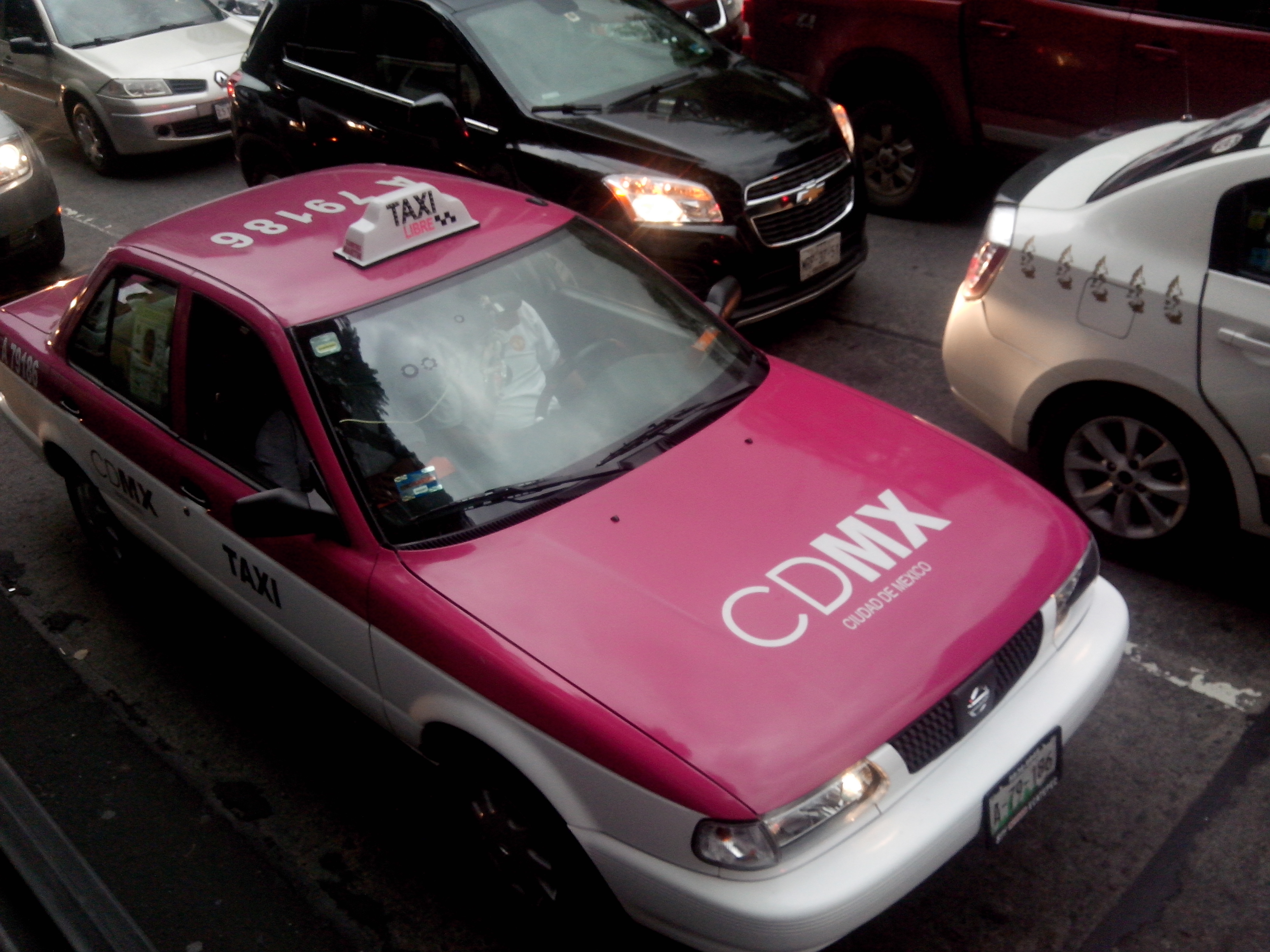
Taxi circulando en Paseo de la Reforma.

Los taxis en la Ciudad de México son una forma de transporte público. En 2014 sumaban un estimado de 140 mil vehículos, siendo una de las flotas de taxis más grandes del mundo. También existe el servicio en forma de moto y bici taxi. Se cobra mediante un taxímetro que cuenta con cinco tarifas diferentes. La propiedad de cada vehículo es privada y recibe para su funcionamiento una concesión del Servicio de Transporte Público Individual de Pasajeros del Distrito Federal, administrado por la Secretaría de Movilidad (Semovi) del Gobierno de la Ciudad de México. En 2014 estos vehículos realizaban 1 millón 492 mil viajes diarios.
Los taxis son identificados por sus colores rosa y blanco o algunos rojo y dorado (llamada cromática oficial) y una serie de elementos dispuestos para su funcionamiento como el taxímetro, el "copete" en la parte superior del vehículo —un capuchón de acrílico con la leyenda "TAXI"—, la licencia de conducir de la o el conductor en la ventanilla del auto —una copia ampliada a color de la llamada licencia-tarjetón— así como un objeto luminoso sobre el tablero del vehículo que indica si el taxi está libre con dicha palabra en mayúsculas. Los denominados taxis libres circulan por toda la ciudad, y son solicitados en cualquier momento en que una persona haga una seña al conductor alzando el brazo de manera horizontal perpendicular a su cuerpo. En dicho momento el taxista activa el taxímetro para iniciar el cobro con un primer monto por contratación del servicio, acto que es llamado localmente banderazo para a continuación circular y acumular el costo ya sea por la distancia recorrida o por el tiempo de duración. El pago lo recolecta en efectivo el conductor al final del viaje. 

## Tipos de taxi

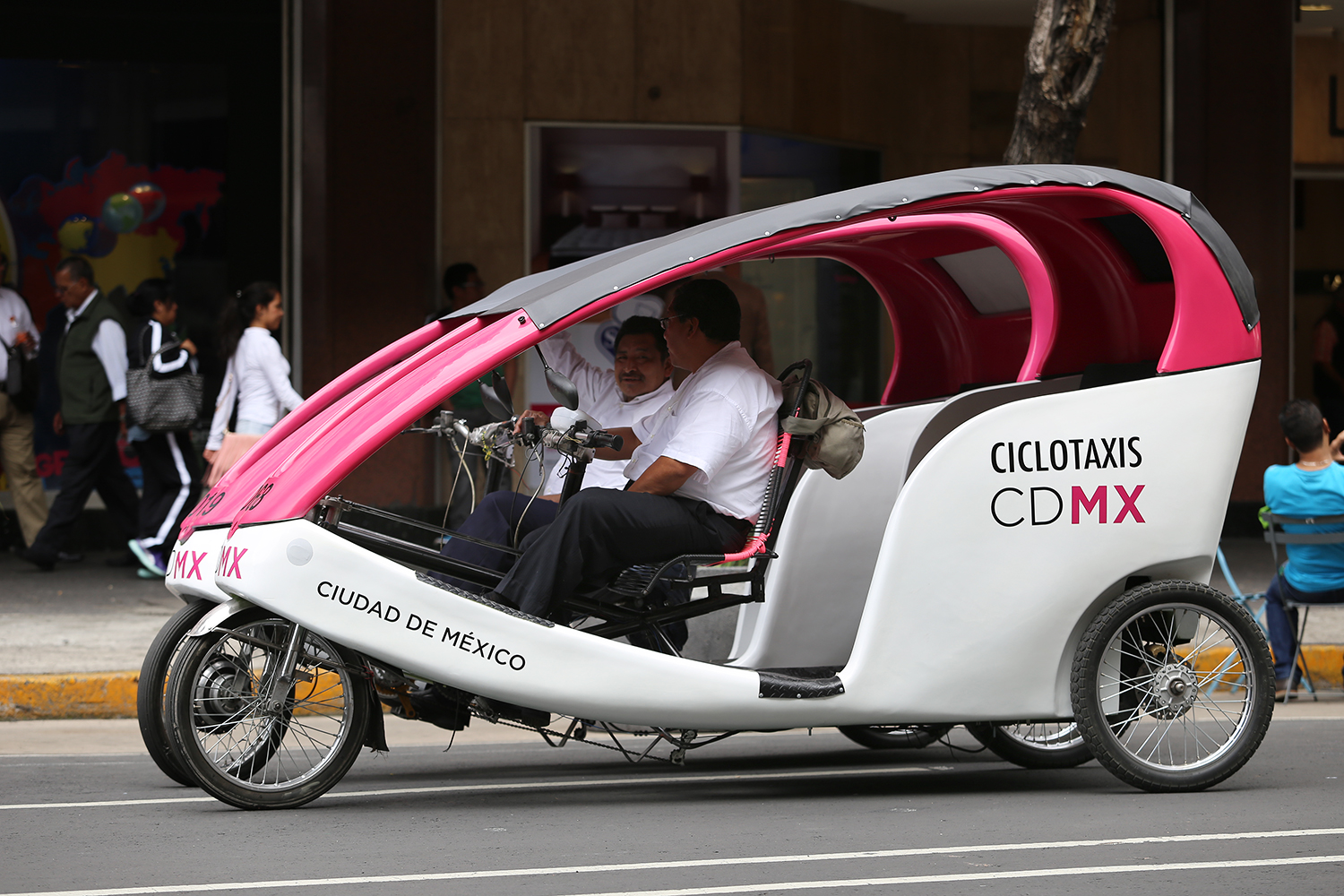
Ciclotaxi circulando en calles del centro.

Existen estos tipos de taxi en la Ciudad de México:
- Libres.
- Preferentes:[5] Aquellos que son adaptados para personas con discapacidad auditiva, motriz y visual. Dichos vehículos pueden ser solicitados vía telefónica y cuentan con dispositivos como ascensor para sillas de ruedas y el espacio suficiente para las mismas; pantallas para la visualización de las tarifas para personas con discapacidad visual y bocinas para la escucha del incremento de la tarifa.
- De montaña.
- Radiotaxis.
- De sitio.
- Terminales.
- Eléctricos.
- Velocípedos.